# Südberlin Maskulin 2
Südberlin Maskulin II è il secondo album in collaborazione dei due rapper tedeschi Fler e Silla. L´album è uscito il 9 marzo del 2012 attraverso l´etichetta discografica di Fler Maskulin in due versioni: Standard e Premium. Il disco è stato distribuito dalla Groove Attack.

## Contenuto
L´album è molto differente rispetto al predecessore Südberlin Maskulin. Viene utilizzato in molte occasioni effetti da Auto-Tune come anche alcune tracce da Party-Songs come Bleib wach e Jeden Tag Silvester. La traccia Geh beiseite è un diss verso i rapper Kollegah e Farid Bang. Herzschmerz invece è l´unica vera traccia che si distanza dal Gangsta rap.

## Produzione
Il disco è stato prodotto interamente da Beatzarre e Djorkaeff. Inoltre anche DJ Ilan, che Fler conosceva già dai tempi di Aggro Berlin, ha prodotto alcune tracce.

## Successo e singoli
Il disco si posizionó, nella Top ten della Media Control Charts, al 6º posto.
Il singolo estratto dal disco Südberlin Maskulin 2 è un doppio-singolo Bleib wach / Pitbull. Il doppio singolo raggiunse il 79º posto nella Media Control Charts.

## Tracce
| #  | Titolo                        | Featuring               | Durata |
| -- | ----------------------------- | ----------------------- | ------ |
| 1  | Irgendwann kommt alles zurück |                         | 2:46   |
| 2  | Es war einmal in Südberlin    |                         | 3:05   |
| 3  | Nich mit Maskulin             |                         | 3:45   |
| 4  | Bleib wach                    |                         | 3:17   |
| 5  | Pitbull                       | Tsunami                 | 3:54   |
| 6  | Umut - Skit                   |                         | 0:20   |
| 7  | Underground                   |                         | 3:02   |
| 8  | Jeden Tag Silvester           |                         | 3:25   |
| 9  | Ich heb ab                    |                         | 2:52   |
| 10 | Nice                          |                         | 2:47   |
| 11 | Umut - Skit 2                 |                         | 0:17   |
| 12 | Nenn es wie du willst         |                         | 3:22   |
| 13 | Geh beiseite                  |                         | 3:35   |
| 14 | Du willst ein Rapper          |                         | 3:25   |
| 15 | Solo                          |                         | 3:44   |
| 16 | Maskulin 2012                 | G-Hot, Nicone, Dizztino | 3:51   |

Tracce bonus contenuti nella Premium-Edition:
| #  | Titolo                   | Featuring | Durata |
| -- | ------------------------ | --------- | ------ |
| 17 | Du weisst wie wir machen |           | 3:18   |
| 18 | Herzschmerz              |           | 3:43   |
| 19 | Charlie Sheen            |           | 3:08   |